# Aphylla brevipes
Aphylla brevipes е вид водно конче от семейство Gomphidae. Видът е незастрашен от изчезване.

## Разпространение
Разпространен е в Бразилия, Суринам и Френска Гвиана.